# Маяк (Отрадненский район)
Мая́к — посёлок в Отрадненском районе Краснодарского края.
Административный центр Маякского сельского поселения.

## История
В 1932 году был организован совхоз «Подгорный», в посёлке Маяк разместилась центральная усадьба совхоза.

## Население
| 2002 | 2010 |
| ---- | ---- |
| 587  | ↘367 |

## Улицы
| - ул. 8 Марта, - ул. Выгонная, - ул. Гагарина, - ул. Донская, - ул. Дружбы, - ул. Зелёная, | - ул. Красная, - ул. Кузнечная, - ул. Мира, - ул. Молодёжная, - ул. Новая, - ул. Октябрьская, | - ул. Садовая, - ул. Северная, - ул. Спортивная, - ул. Степная, - ул. Широкая. |